# Александър Скляр
Александър Феликсович Скляр (роден на 7 март 1958 г.) е руски рок музикант, радиоводещ, актьор и писател. Скляр, който през 80-те и началото на 90-те години на XX век е фронтмен на популярната пънкметъл група Va-bank, по-късно се мести в традиционната територия на руския певец и текстописец, покривайки широк стилов спектър, подобно на Александър Вертински, Владимир Висоцки, Леонид Утьосов, Марк Бернес).

## Биография
Скляр е роден в Москва в семейството на Феликс Сидорович, физик, и съпругата му – журналистката Ирина Викторовна, бивш втори редактор на списание „Работница“. През 1985 г. Скляр завършва престижния Московски държавен институт за международни отношения и се присъединява към съветското посолство в Северна Корея като второстепенен служител. След завръщането си по-късно тази година той става член на групата „Центр“, предвождана от Василий Шумов (с когото свири през 1979 г. като китарист в 777, първото въплъщение на групата) и участва в записа на „Признаки на живот“ LP.
През 1991 г. Скляр дебютира като детски писател с книгата „Петрович и Потапум във вълшебния лабиринт“, чийто съавтор е Роман Канушкин. Същата година стартира своя собствена рок радио поредица „Научете се да плувате“ по Радио MAXIMUM (по-късно се появява отново на Station-2000). През 1995 г. създава дуета „Боцман и бродяга“ с Гарик Сукачов от известната „Бригада С“. През 1998 г. Скляр излиза соло с албума „По направление к танго“, започвайки да експериментира с различни ретро стилове на популярната руска музика. През периода 2001 – 2009 г. Скляр се появява в седем руски игрални филма и се пробва като диктор и водещ на телевизионни филми и музикални програми на TV3 и TV Kultura.

## Политическа дейност
През януари 2015 г. в интернет се появява видео с песен, записана в подкрепа на руските сепаратисти във войната в Източна Украйна. В него участват Александър Ф. Скляр, както и Иван Охлобистин и Гарик Сукачов.
През април и май 2022 г. Скляр участва в поредица от концерти, организирани в подкрепа на руското нахлуване в Украйна през 2022 г.
През януари 2023 г. Украйна му налага санкции за насърчаване на Русия по време на инвазията.

## Дискография

### С Va-Bank
| Заглавие         | От   |
| ---------------- | ---- |
| Ва-Банкъ         | 1988 |
| Жизнь на колесах | 1989 |
| Выпей за меня    | 1991 |
| На кухне         | 1993 |
| Так nado!!       | 1994 |
| Живое            | 1995 |
| Домой!!          | 1997 |
| Нижняя тундра    | 1998 |

### Солова дискография
| Заглавие               | От   |
| ---------------------- | ---- |
| По направлению к танго | 1998 |
| Ведьмы и стервы        | 2002 |
| ДендиДиана             | 2004 |
| Город Х                | 2007 |
| Песни моряков          | 2008 |
| Songs of Seamen 2      | 2010 |
| Вася-Совесть           | 2011 |
| Русское солнце         | 2012 |
| Слово и дело           | 2013 |